# Robert S. Kerr (1896–1963)
Robert Samuel Kerr (ur. 11 września 1896 na Terytorium Indiańskim (obecny stan Oklahoma), zm. 1 stycznia 1963 w Waszyngtonie) – amerykański polityk, działacz Partii Demokratycznej, prawnik, przedsiębiorca, w młodości podporucznik United States Army i major Gwardii Narodowej.
W latach 1943–1947 pełnił funkcję gubernatora Oklahomy. Od 1949 do śmierci był senatorem 2. klasy ze stanu Oklahoma.
Był dwukrotnie żonaty i miał czworo dzieci. Jego wnukiem jest Robert S. Kerr III – wicegubernator Oklahomy w latach 1987–1991.